# Орден Заслуг (Великобритания)
Орден Заслуг (англ. Order of Merit, фр. Ordre du Mérite) — отличительный знак членов ограниченного общества (ордена), учрежденного в Великобритании в 1902 году королём Эдуардом VII. Глава ордена — Британский монарх.
Создан по аналогии с прусским Pour le Mérite. Членство в ордене предоставляется как награда за выдающуюся службу в вооружённых силах или за особый вклад в развитие науки, искусства, литературы, культуры. Вид отличительного знака, присваиваемого в качестве военной награды, отличается от гражданского парой скрещённых мечей за центральным медальоном.
Назначения в орден — личное решение монарха, в отличие от большинства других орденов, присуждаемых по совету правительства. Членство в ордене ограничено 24 членами и главой, но иностранцы добавочно могут быть включены в орден на правах «почётных членов», обычно они являются гражданами стран под управлением британской короны. Почётные награждения крайне редки, известно всего 11 таких случаев в XX веке (1906 — японцы Ямагата Аритомо, Ояма Ивао и Того Хэйхатиро, 1918 — француз Фердинанд Фош, 1919 — француз Жозеф Жоффр, 1945 — американец Дуайт Эйзенхауэр, 1947 — американец Джон Гилберт Уайнант, 1955 — Альберт Швейцер, 1963 — Сарвепалли Радхакришнан, 1983 — мать Тереза, 1995 — Нельсон Мандела).
С момента образования орден был открыт для женщин; Флоренс Найтингейл была первой женщиной, получившей орден в 1907 году. Орден не даёт рыцарства или другого статуса, но члены ордена могут использовать буквы OM после своего имени. В канадской наградной системе занимает самую старшую позицию из всех орденов, и уступает только высшим наградам за храбрость — Кресту Виктории и Кресту за доблесть.

## Описание знака
Знак ордена имеет вид красного креста с синей каймой, увенчанный золотой короной в цветных эмалях наверху. В центре в оливковом венке зелёной эмали с плодами красной эмали круглый медальон синей эмали с каймой белой эмали и надписью в центре «FOR MERIT» в две строки. Знак ордена носится на шейной ленте. Муаровая лента красной и синей равновеликих полос.

## Текущие члены
- Глава: Карл III
- Члены:

1. лорд Норман Фостер, OM, RA, HonFREng (25 ноября 1997), архитектор
2. сэр Роджер Пенроуз, OM, FRS, HonFInstP (9 мая 2000), физик-математик
3. сэр Том Стоппард, OM, CBE, FRSL, HonFBA (9 мая 2000), драматург
4. сэр Дэвид Аттенборо, OM, CH, CVO, CBE, FRS, FSA, FRSA, FLS, FZS, FRSGS, FRSB, HonFLI (10 июня 2005), телеведущий, биолог, писатель
5. лорд Робин Эймз[англ.] (13 июня 2007)
6. сэр Тим Бернерс-Ли (13 июня 2007), учёный, изобретатель URI, URL, HTTP, HTML, один из создателей Всемирной паутины
7. лорд Мартин Рис (13 июня 2007), космолог и астрофизик
8. Жан Кретьен PC, OM, CC, KC, AdE (13 июля 2009), премьер-министр Канады (1993—2003)
9. Нил Макгрегор (4 ноября 2010), историк искусств, директор Британского музея[3]
10. Дэвид Хокни (1 января 2012), художник[4]
11. Джон Говард (1 января 2012), премьер-министр Австралии в 1996—2007[4]
12. сэр Саймон Рэттл, OM, CBE (1 января 2014), дирижёр[5]
13. сэр Магди Якуб[англ.], OM (1 января 2014), кардиохирург[5]
14. лорд Ара Дарзи OM, KBE, PC, FRS, FMedSci, FRCSI, FRCS, FRCSE, FRCPGlas, FACS, FRCP, FREng (2016), хирург
15. дама Энн Даулинг[англ.] (2016), инженер
16. сэр Джеймс Дайсон OM, CBE, RDI, FRS, FREng, FCSD, FIEE (2016), изобретатель и промышленный дизайнер
17. дама Элизабет Энионву[англ.] OM, DBE, FRCN (2022), медсестра
18. баронесса Флоэлла Бенджамин OM, DBE, DL (2022), телеведущая
19. Маргарет Макмиллан OM, CC, CH, FRSL, FRSC, FBA, FRCGS (2022), историк
20. сэр Дэвид Аджайе OM, OBE, RA (2022), архитектор
21. сэр Пол Нерс OM, CH, FRS, FMedSci, HonFREng, HonFBA, MAE (2022), генетик и нобелевский лауреат
22. Венки Рамакришнан (2022), структурный биолог и нобелевский лауреат
23. вакантно
24. вакантно